# Хмелёв, Анатолий Яковлевич
Анатолий Яковлевич Хмелёв (1934—1994) — прославленный бригадир проходчиков шахты «Октябрьская» ПО «Ленинскуголь», Герой Социалистического Труда.

## Биография
Родился в Воскресенской деревне Красноярского края. Работать начал рано — с 8 лет — то извозчиком, то грузчиком. В 1947 году приехал в город Ленинск-Кузнецкий Кемеровской области. Трудовую деятельность начал откатчиком, освоил профессию машиниста подземных установок, проходчика и машиниста горных вымоечных машин.
После армии вернулся на шахту «Полысаевская-2» (в 1971 году переименована в шахту «Октябрьская») и стал работать в бригаде Александра Шуварикова. А когда бригадир в августе 1968 года оставил свой пост по состоянию здоровья, проходчики выбрали бригадиром именно Хмелёва, и он руководил коллективом 27 лет.
В бригаде каждый имел три специальности, 26 человек носили звание «Ударник коммунистического труда». На счету его бригады пять всесоюзных рекордов. Феноменальная работоспособность, постоянный рекордный темп бригады были известны не только на шахте, но и далеко за её пределами. За время работы его коллектив прошел 100 км горных выработок. Месячные темпы проходки выросли более чем в 2 раза.
В апреле 1975 года бригада А. Я. Хмелёва установила всесоюзный рекорд проходки — за 30 дней был пройден 2351 погонный метр горных выработок. Таких темпов проходки не имел ни один коллектив страны. Во всём угольном бассейне нет коллективов, повторивших или приблизившихся к славе Хмелёва.
Всю жизнь Анатолий Яковлевич проработал на одной шахте, 30 лет проработал под землей. В 1986 году Анатолий Яковлевич ушёл на заслуженный отдых. Умер в 1994 году. Похоронен в г. Полысаево.

## Награды
- «За выдающиеся производственные достижения, досрочное выполнение заданий десятой пятилетки и социалистических обязательств, проявленную трудовую доблесть»[1] указом Президиума Верховного Совета СССР от 2 марта 1981 г. А. Я. Хмелёву присвоено звание Героя Социалистического Труда.
- Кавалер двух орденов Ленина и двух орденов Трудового Красного Знамени, медаль «Серп и Молот», полный кавалер знака «Шахтёрская слава».
- Заслуженный шахтёр РСФСР, «Почётный шахтёр».

## Память
По ходатайству трудового коллектива и Совета ветеранов шахты сквер около шахты был назван в его честь. Сквер был реконструирован ко Дню шахтера в 2008 году. Здесь разбили газоны, выложили тротуарной плиткой пешеходные дорожки, установили скамейки. Появился монумент, символизирующий шахтерский труд. Новый памятник представляет собой стелу, в которую, как в угольный пласт, врезается шнек очистного комбайна.